# 대전대학교
대전대학교(大田大學校, 영어: Daejeon University)는 대한민국 대전광역시 동구 용운동에 위치한 사립 대학이다.
학교법인 혜화학원이 설립, 운영하고 있으며, 영문 약칭으로 DJU를 사용하고 있다. 대전광역시와 서울특별시, 청주시, 천안시 등에 부속 한방병원을 운영하고 있다.

## 연혁
1979년, 한의사 임달규에 의해 혜화학원이 설립되었다. 1981년 혜화학원이 대전대학을 개교한다. 규모가 성장하여 이윽고 1989년 종합대학으로 성장하여 대전대학교로 교명을 변경한다.
1991년과 1992년에 각각 천안시와 청주시에 부속 한방병원을 개원하고, 2004년, 대전광역시 서구에 둔산한방병원을 개원하였다. 한편, 2011년 교육과학기술부로부터 정부재정지원제한대학 조치를 받은 적이 있다. 이어 2015년, 대학구조개혁평가에서 D+ 등급으로 저조한 평가를 받았으나, 이듬해 저조한 평가로 받았던 제한 사항을 모두 면제 받았다.
2018년 부속 둔산한방병원을 대전한방병원으로 원명을 변경하고, 2019년 서울특별시 송파구에 부속 서울한방병원을 개원하며 한의학 위주로 교세가 성장하고 있다. 2020년 기준으로, 대학 개교 40주년을 맞이하였으며, 윤여표 총장이 재임하고 있다.

## 교육편제

### 학부
대전대학교의 학부 과정은 단과대학을 설치하여 하위에 학부 및 학과, 전공 등이 설치되어 있는 형태이다. 2022년 기준, 리버럴 아츠 칼리지인 혜화리버럴아츠칼리지(H-LAC)가 설치되어 있는 것이 특징이다.
이 외에도 디자인·아트대학, 사회과학대학, 경영대학, 공과대학, 보건의료과학대학, SW융합대학, 한의과대학 등 8개 단과대학, 5학부, 34개 학과, 23개 전공 과정이 설치되어 있다.
SW융합대학에는 AI소프트웨어학부(빅데이터전공, 인공지능전공)가 운영중이다.
대박사건

### 대학원
대전대학교는 일반대학원과 특수대학원으로 경영행정·사회복지대학원, 상담대학원, 교육대학원, 보건의료대학원 등 4개원을 설치하여 석·박사 과정을 제공하고 있다.

## 캠퍼스 풍경

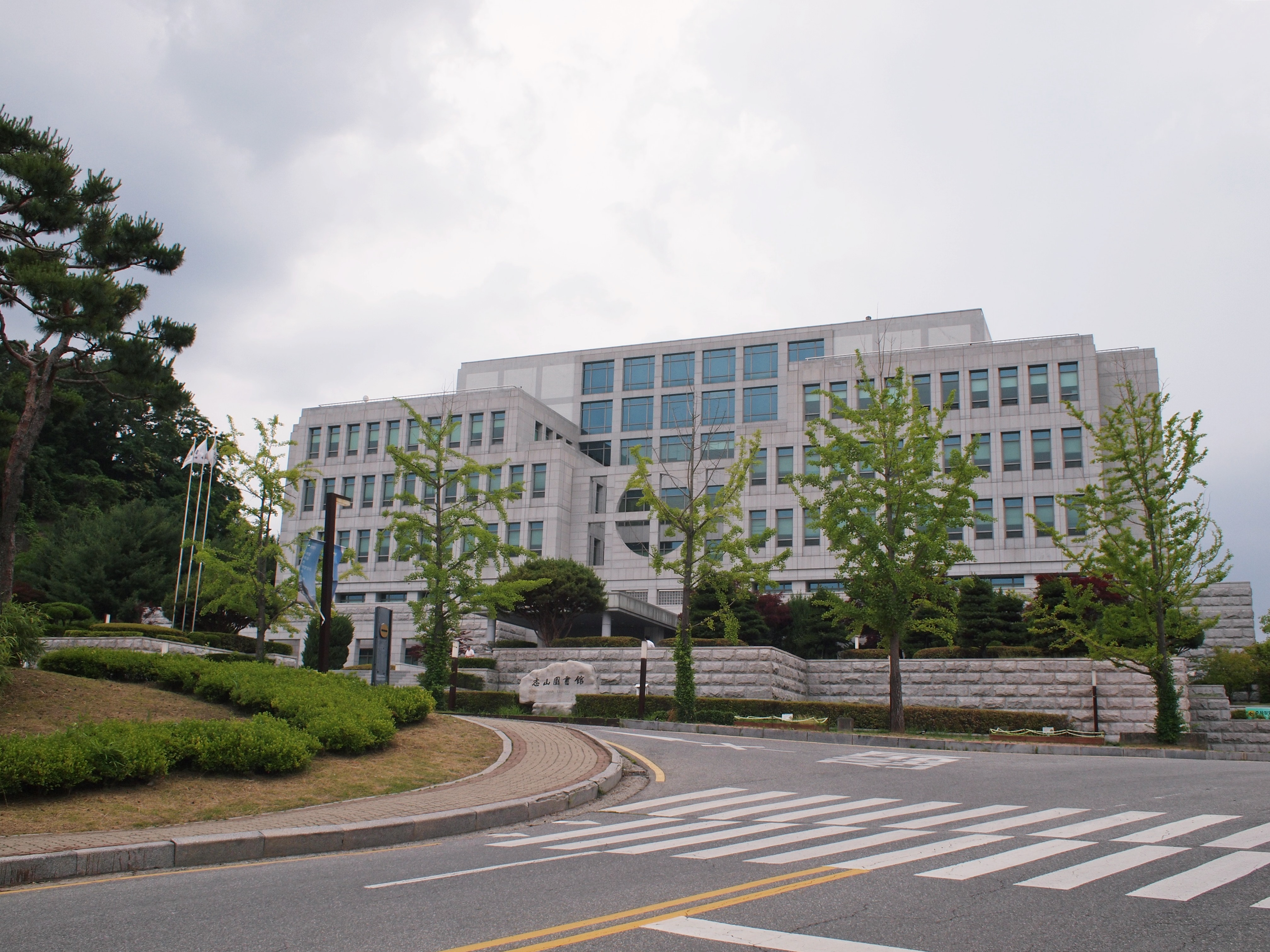
대전대학교 지산도서관

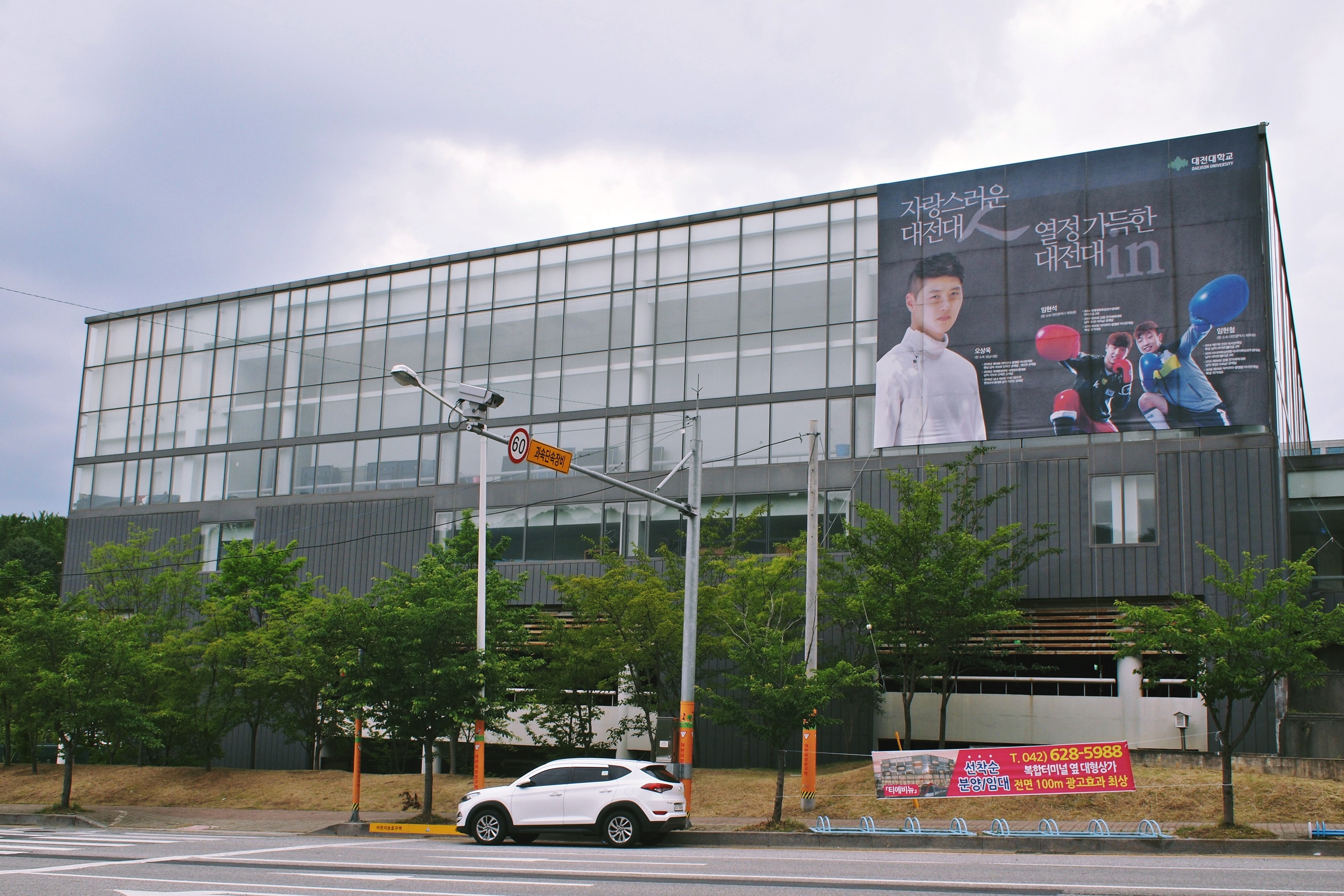
대전대학교 맥센터

대전대학교는 대한민국 대전광역시의 사립 종합대학으로, 동구 용운동에 그 캠퍼스가 위치한다. 교지 크기는 약 36만m²로, 가톨릭대학교, 건양대학교 등과 비슷한 크기를 가진다. 약 22개동의 건물이 위치한다.
캠퍼스는 동측 동부로와 서측의 대학로를 통해 접근할 수 있다. 동부로는 정문으로 향하는데, 진입하게 되면 '드래곤볼'이라고 이름 붙여진 운동장이 동측에 위치하며, 서측에 맥센터(체육관) 메인홀을 볼 수 있다. 정문 기준, 서쪽으로 창학관, 학생회관, 공학관 등 학교의 주요 건물 및 교육 시설이 위치하며, 북쪽으로 각종 학생생활관과 산학협력관, 한의학관 등이 위치하고 있다.

### 주요 건축물
- 창학관 (1호관): 대전대학교 최초의 건물이다. 1981년 준공되었으며, 현재는 디자인아트대학 행정실 등이 위치한다.
- 30주년기념관 (22호관): 대전대학교 30주년을 맞이하여 2010년에 준공되었다. 10층 크기의 상당한 규모의 건물이며, 총장실 등 대학 주요 부처가 입주해 있다.
- 지산도서관 (10호관): 법인 및 학교 설립자인 임달규의 자(字)를 따와 붙인 것으로, 1996년 준공되었다. 각종 열람실, 국제회의실 등이 위치하고 있다.
- 맥센터: MACC Center로, 다목적 체육관이다. 생활체육학과 등이 실습 공간으로 이용하고 있다.

### 부속 한방병원 및 기타 대학 시설
대전대학교는 한의과대학이 설치되어 있어, 부속 한방병원을 설치하고 있다. 대전광역시 서구에 대전대학교 대전한방병원을, 충청남도 천안시에 천안한방병원, 서울특별시 송파구에 서울한방병원을 설치하고 있다.

## 같이 보기
- 대한민국의 교육